# Алейниковский
Алейниковский — посёлок в Новичихинском районе Алтайского края России. Входит в состав Солоновского сельсовета.

## География
Расположена на юго-западе края на Приобском плато, в 54 км от райцентра с. Новичиха, вблизи реки Правая Солоновка.
Климат
Климат континентальный, характеризуется коротким летом и малоснежными зимами с метелями.
Средняя температура января −18,8 °C, июля +20 °C. Годовое количество атмосферных осадков — 326 мм.

## История
Согласно Закону Алтайского края от 05 октября 2007 года посёлок вошёл в образованное муниципальное образование «Солоновский сельсовет».

## Население
| 1997 | 1998 | 1999 | 2000 | 2001 | 2002 | 2003 | 2004 | 2005 | 2006 | 2007 |
| ---- | ---- | ---- | ---- | ---- | ---- | ---- | ---- | ---- | ---- | ---- |
| 21   | ↘20  | ↘16  | →16  | ↘13  | ↘10  | ↘6   | →6   | →6   | →6   | ↘3   |
| 2008 | 2009 | 2010 | 2011 | 2012 | 2013 |      |      |      |      |      |
| ↘1   | →1   | ↗4   | ↘2   | →2   | ↗4   |      |      |      |      |      |

В 2008 году в посёлке был прописан один человек — фермер Сергей Липовцев

## Инфраструктура
В посёлке в советское время работала бригада колхоза «Родина» (зернопроизводство и животноводство).

## Транспорт
Посёлок доступен автомобильным транспортом по автодороге общего пользования регионального значения
01К-78 Мамонтово — Солоновка — автодорога А322